# 王建明 (足球運動員)
王建明（韓語：왕건명，1993年7月4日—）是韓國華僑，足球運動員，司職後衛，現效力中國足球甲級聯賽廣東廣州豹，並代表中華台北男子足球代表隊參與國際賽。

## 俱樂部生涯
王建明出生於韓國濟州道，第三代華僑，祖父是山东籍华侨，出生时仅拥有中華民國國籍，直到2003年取得韩国国籍。王建明於小學四年級時被來到濟州島移地訓練的足球隊教練相中，因而離開了家鄉，先後於光明市及首爾唸書、踢球，直到高中時王建明才返回濟州並就讀、效力於濟州聯青訓系統下西歸浦高中足球隊。2012年高中畢業後在K聯賽選秀上由濟州聯選入，但是他並沒有直接投入濟州聯而是就讀於檀國大學並為其足球校隊效力，大學四年期間留下了五十場出賽及七顆進球的紀錄，並幫助檀國大學二連霸全國體育大會與贏得U聯賽（即韓國大學足球聯賽）亞軍，還曾在烏利·斯蒂利克執教韓國男足期間參與韓國隊的測試。
2016年從檀國大學畢業後曾登錄於濟州聯，惟沒有獲得出賽機會，翌年王建明轉投K3-A聯賽的清州City足球俱樂部並由原先的前鋒位置轉型成後衛。
2018年7月24日王建明轉會K2聯賽的光州FC，加盟光州FC後，王建明於9月1日對陣釜山IPark的比賽完成首秀，兩隊戰成3－3平手，該賽季包括此役王建明共出賽三場。
2019年，王建明因在光州FC缺乏上場機會而於1、2月間赴中超試訓，包括代表深圳佳兆業出賽棕榈·客家杯「一带一路」国际足球邀请赛，後續沒能在轉會期間完成取得台灣籍的手續，轉會告吹。同年7、8月時王建明再赴中超長春亞泰、天津泰達試訓，期間亦曾傳聞即將加盟中甲黑龍江FC，最終此次亦未能轉會，之後他在同一年裡加入了韓國獨立球隊TNT fitogether，直到2020年8月28日轉會中甲陝西長安競技。2022年8月，王建明加盟青岛海牛足球俱乐部，并随队夺得中甲亚军，升入中超。2025年轉隊至中甲球隊廣東廣州豹。

## 國家隊生涯
中華男足於2019年亞洲盃資格賽第三輪主場對陣新加坡因而邀請王建明代表中華男足出賽。雖然王建明在與航源FC的訓練賽送出一助攻令中華隊以2比1勝出，正式比賽時因資料不全，無法出賽。
中華男足為備戰2018年亞運而參加於6月份舉行的2018年英雄盃國際足球邀請賽，王建明因此再獲徵召並在與印度隊戰成5比0落敗的比賽中先發出場完成首秀。同年9月8日王建明助中華隊主場以2－1馬來西亞隊獲勝。然而，於2019年卡達世界盃亞洲區第二輪資格賽前，台灣媒體報導王建明受國籍因素影響，無法出戰。

### 國家隊生涯統計
| 中華台北                 | 中華台北 | 中華台北 | 中華台北                    |
| 年度                     | 出賽     | 進球     | 參考                        |
| ------------------------ | -------- | -------- | --------------------------- |
| 2018                     | 7        | 0        | 來源 （页面存档备份，存于） |
| 2019                     | 4        | 0        | 來源 （页面存档备份，存于） |
| 2023                     | 3        | 0        | 來源 （页面存档备份，存于） |
| 總計                     | 14       | 0        | 來源 （页面存档备份，存于） |
| 最後更新於2023年10月12日 |          |          |                             |

## 外部連結
- 王建明在 National-Football-Teams.com 上的出场纪录